# Mate Vučić
Mate Vučić (Fiume, 11 novembre 1997) è un cestista croato.

## Palmarès

### Squadra
- Campionato polacco: 1

Legia Varsavia: 2024-25

### Individuale
- MVP finals ABA 2 Liga: 1

Krka: 2022-23